# 合成作用素
数学において、記号 φ との合成作用素（ごうせいさようそ、英: composition operator）Cφ とは、
{\displaystyle C_{\phi }(f)=f\circ \phi }
という決まりによって定義される線型作用素のことを言う。ここで f ∘ φ は合成写像を意味する。圏論の用語を用いると、合成作用素とは、可測函数の空間上の引き戻しである。したがって引き戻しが押し出しの随伴となるのと同様に、合成作用素は転送作用素の随伴となる。すなわち合成作用素は逆像函手である。
合成作用素の研究は AMS category 47B33 によりカバーされている。

## 作用素論
合成作用素の定義域は適当なバナッハ空間（これは、しばしば正則函数からなる）に取るのが普通である。例えば、ハーディ空間やベルグマン空間がそのような空間として挙げられる。合成作用素の研究における興味深い問題は、作用素のスペクトル性質が函数空間にどのように依存するか、という点に関するものが多い。またその他の問題として、Cφ がコンパクトであるかあるいはトレースクラスであるか、というものがある。その答えは通常、函数 φ がある領域の境界上でどのように振る舞うか、という点に依存して変わる。

## 応用
数学において、合成作用素はしばしば、例えばバーリング＝ラックスの定理やウォルドの分解などのシフト作用素の研究に現れる。シフト作用素は一次元スピン格子として研究できる。合成作用素はまたアレクサンドロフ＝クラーク測度の理論にも現れる。
合成作用素の固有方程式はシュレーダーの方程式であり、その主固有函数 f(x) はしばしばシュレーダー函数やケーニヒス函数と呼ばれる。
物理学の、特に力学系の分野において、合成作用素はしばしば、数学者バーナード・コープマンの名にちなんで、コープマン作用素（Koopman operator）と呼ばれる。この作用素はフロベニウス＝ペロン作用素あるいは転送作用素の左随伴である。

## 関連文献
- 薄良彦: 「クープマン解析：クープマン作用素による非線形ダイナミクスの解析と制御」、森北出版、ISBN 978-4-627-09731-5 (2025年8月)。